# Mužský sbor inženýrů

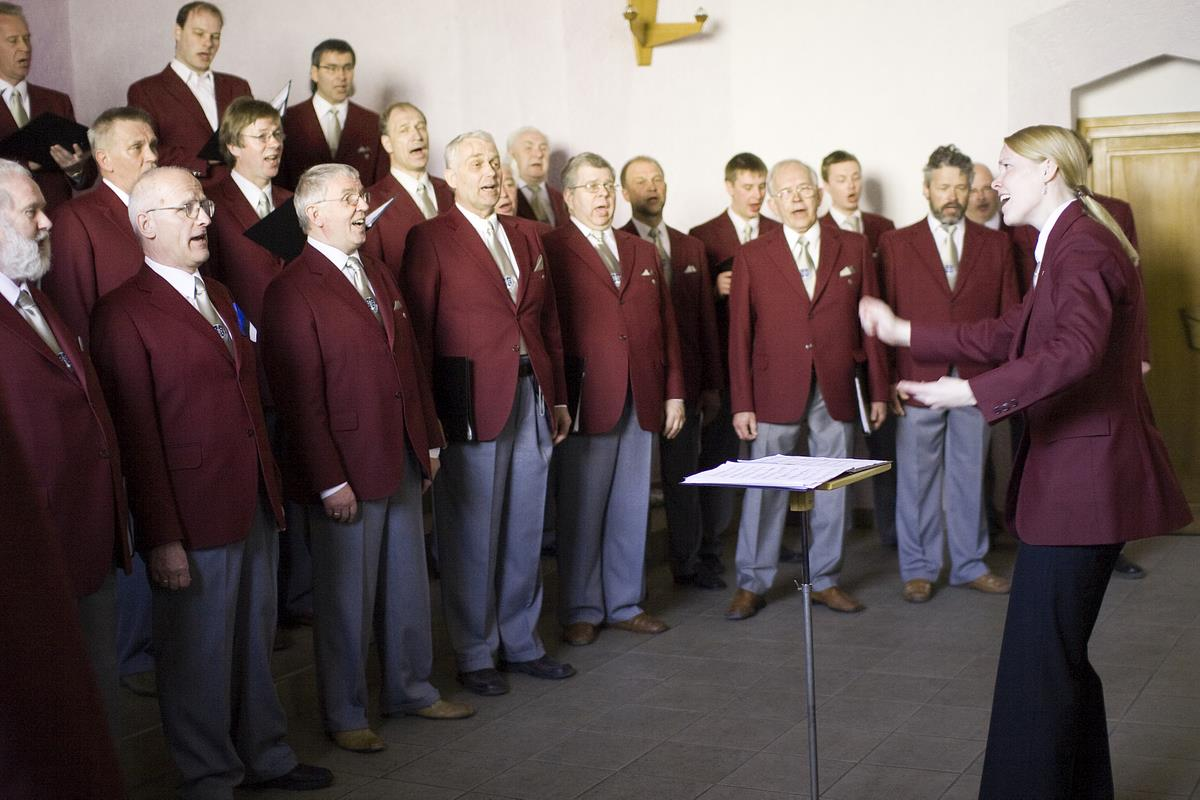
Mužský sbor inženýrů pod taktovkou Killu Rasvaové při koncertě v kapli sv. Jana v Modrém domě v Praze

Mužský sbor inženýrů (estonsky Inseneride Meeskoor) je jeden z předních estonských mužských pěveckých sborů.

## Dějiny
Sbor byl založen v roce 1987, kdy se jeho jádro pod vedením dirigenta Antse Üleoji oddělilo od tehdejšího Akademického mužského sboru Tallinnského polytechnického institutu zprvu pod názvem Mužský sbor inženýrů Estonských kolchozních staveb (Eesti Kolhoosiehituse Inseneride Meeskoor).
Nově založený sbor se poměrně rychle etabloval mezi oceňovanými hudebními tělesy. Již rok po svém vzniku se umístil na 2. až 3. místě v soutěži estonských mužských sborů, a o dva roky později již dosáhl prvního významného úspěchu na mezinárodním poli, 1. místa v soutěži pěveckých sborů v Rivě del Garda. Do roku 1998 pak sbor nasbíral ještě řadu dalších ocenění v estonských i mezinárodních pěveckých soutěžích. Další roky byly vzhledem k významným oceněním méně úspěšné, sbor se též méně soustředil na účast v soutěžích a více na budování koncertního repertoáru.
Po patnácti letech působení vně domovské vysoké školy, Tallinnské technické univerzity (v době sovětské okupace Tallinnského polytechnického institutu), se sbor v roce 2004 vrátil pod její křídla, oficiálně se začlenil mezi její účelová zařízení a zkrátil si jméno na nynější Mužský sbor inženýrů.
V následujících letech se sbor postupně změnil téměř ve sbor absolventů Tallinnské technické univerzity. Nové přírůstky sboru se nejčastěji rekrutují ze zpěváků, kteří odrostli zejména studentskému Akademickému mužskému sboru Tallinnské technické univerzity.
V roce 2008 sbor opět dosáhl 2. místa v soutěži estonských mužských sborů a potvrdil tak svůj návrat mezi špičková estonská pěvecká tělesa.

## Současnost
Mužský sbor inženýrů je v současnosti především sborem koncertním. Jeho repertoár tvoří přibližně 300 skladeb, duchovních i světských, a to jak klasických, tak moderních, z nichž některé byly napsány přímo pro tento sbor. Těžištěm repertoáru jsou díla estonských skladatelů. Sbor vydal dosud šest hudebních CD, zejména se sborovou klasikou.
Počátkem roku 2009 čítal sbor 65 zpěváků. Dirigentem sboru je stále jeho zakladatel Ants Üleoja, jako pomocní dirigenti mu po boku stojí Killu Rasvaová a Kuldar Schüts.

## Ocenění v pěveckých soutěžích
- 1988 – 2.–3. místo v soutěži estonských mužských sborů
- 1990 – 1. místo v mezinárodní soutěži pěveckých sborů v italské Rivě del Garda
- 1991 – 1. místo v mezinárodní soutěži pěveckých sborů „Tallinn 1991“
- 1992 – 3. místo v mezinárodní soutěži pěveckých sborů ve slovinském Mariboru
- 1994 – 2. místo v soutěži estonských mužských sborů v Tartu
- 1995 – 1. místo v mezinárodní soutěži pěveckých sborů Franze Schuberta ve Vídni
- 1997 – 2. místo v mezinárodní soutěži pěveckých sborů „Tallinn 1997“
- 1998 – 1. místo v soutěži estonských mužských sborů v Tallinnu
- 2008 – 2. místo v soutěži estonských mužských sborů v Tallinnu